# 2K Sports Classic
El 2K Sports Classic (conocido también como 2K Sports Classic benefiting Coaches vs. Cancer) es un torneo anual de baloncesto universitario disputado en el mes de noviembre. El torneo fue creado en 1995 con la colaboración de la Asociación Nacional de Entrenadores de Baloncesto y la American Cancer Society, y la ayuda de Gazelle Group, Inc., con el objetivo de recaudar fondos para la investigación del cáncer. En el formato actual, 16 equipos de 16 conferencias distintas son invitados al torneo. Las primeras y segundas rondas se disputan en los lugares regionales seleccionados antes del evento. Las semifinales y la final tienen lugar en el Madison Square Garden en Nueva York.

## Historia
El primer Coaches Vs. Cancer Classic se celebró en diciembre de 1995 en el Atlantic City Convention Center, y cuatro equipos disputaron únicamente dos partidos. En 1997, el torneo incluyó el partido final y un encuentro de consolación. El Continental Airlines Arena de East Rutherford (Nueva Jersey) albergó el torneo de 1997, aunque al año siguiente regresó a su sede original, el Madison Square Garden. En 2002, el partido final fue eliminado y cuatro equipo más se unieron al torneo, jugando un partido cada uno. En 2004, el torneo fue modificado a su actual formato, incluyendo 16 equipos en cuatro diferentes regiones. Los ganadores de las dos primeras rondas de cada región se enfrentan entre sí para determinar que equipos acceden a las semifinales, y los dos derrotados en los partidos de las primeras rondas disputan el partido de consolación.

## Palmarés
| Año  | Campeón           | Marcador       | Subcampeón           | MVP del torneo                 | Otros participantes           |
| ---- | ----------------- | -------------- | -------------------- | ------------------------------ | ----------------------------- |
| 2017 | Providence        | 90-63          | Saint Louis          | Kyron Cartwright, Providence   | Virginia Tech, Washington     |
| 2016 | Michigan          | 76-54          | SMU                  | Zak Irvin, Michigan            | Pittsburgh, Marquette         |
| 2015 | Duke              | 86-84          | Georgetown           | Grayson Allen, Duke            | Wisconsin, VCU                |
| 2014 | Texas             | 71-55          | California           | Jonathan Holmes, Texas         | Syracuse, Iowa                |
| 2013 | Connecticut       | 59-58          | Indiana              | Shabazz Napier, Connecticut    | Boston College, Washington    |
| 2012 | Alabama           | 77-55          | Villanova            | Trevor Releford, Alabama       | Oregon State, Purdue          |
| 2011 | Mississippi State | 67-57          | Arizona              | Arnett Moultre, Misisipi State | St. John's, Texas A&M         |
| 2010 | Pittsburgh        | 68-66          | Texas                | Ashton Gibbs, Pittsburgh       | Illinois, Maryland            |
| 2009 | Syracuse          | 87-71          | North Carolina       | Wes Johnson, Syracuse          | California, Ohio State        |
| 2008 | Duke              | 71-56          | Michigan             | Kyle Singler, Duke             | UCLA, Southern Illinois       |
| 2007 | Memphis           | 81-70          | Connecticut          | Chris Douglas-Roberts, Memphis | Gardner-Webb, Oklahoma        |
| 2006 | Maryland          | 62-60          | Michigan State       | D.J. Strawberry, Maryland      | St. John's, Texas             |
| 2005 | Florida           | 75-70          | Syracuse             | Taurean Green, Florida         | Texas Tech, Wake Forest       |
| 2004 | Syracuse          | 77-62          | Memphis              | Hakim Warrick, Syracuse        | Mississippi State, St. Mary's |
| 2003 | No hubo torneo    | No hubo torneo | No hubo torneo       | No hubo torneo                 | No hubo torneo                |
| 2002 | No hubo torneo    | No hubo torneo | No hubo torneo       | No hubo torneo                 | No hubo torneo                |
| 2001 | Arizona           | 75-71          | Florida              | Jason Gardner, Arizona         | VCU, Oregon                   |
| 2000 | Kansas            | 82-74          | St. John's           | Kenny Gregory, Kansas          | Kentucky, UCLA                |
| 1999 | Stanford          | 72-58          | Iowa                 | Jarron Collins, Stanford       | Connecticut, Duke             |
| 1998 | Temple            | 59-48          | Wake Forest          | Lamont Barnes, Temple          | Georgetown, Illinois          |
| 1997 | Princeton         | 38-36          | North Carolina State | Brian Earl, Princeton          | Georgia, Texas                |
| 1996 | No hubo torneo    | No hubo torneo | No hubo torneo       | No hubo torneo                 | No hubo torneo                |
| 1995 | No hubo torneo    | No hubo torneo | No hubo torneo       | No hubo torneo                 | No hubo torneo                |

### Más apariciones
| Universidad  |   |
| ------------ | - |
| Syracuse     | 5 |
| Texas        | 5 |
| Memphis      | 4 |
| St. John's   | 4 |
| Marquette    | 4 |
| Alabama      | 3 |
| Alcorn State | 3 |
| California   | 3 |
| UConn        | 3 |
| Duke         | 3 |
| Maryland     | 3 |
| Temple       | 3 |
| UC-Irvine    | 3 |
| Wake Forest  | 3 |